# Міддлфілд (Нью-Йорк)
Міддлфілд (англ. Middlefield) — місто (англ. town) в США, в окрузі Отсего штату Нью-Йорк. Населення — 1882 особи (2020).

## Демографія
Згідно з переписом 2010 року, у місті мешкало 2114 осіб у 873 домогосподарствах у складі 595 родин. Було 1227 помешкань
Расовий склад населення:
| - 95,3 % — білих - 2,6 % — азіатів - 0,6 % — чорних або афроамериканців - 0,1 % — корінних американців |

До двох чи більше рас належало 1,3 %. Частка іспаномовних становила 1,3 % від усіх жителів.
За віковим діапазоном населення розподілялося таким чином: 19,0 % — особи молодші 18 років, 62,4 % — особи у віці 18—64 років, 18,6 % — особи у віці 65 років та старші. Медіана віку мешканця становила 46,2 року. На 100 осіб жіночої статі у місті припадало 100,4 чоловіків;  на 100 жінок у віці від 18 років та старших — 100,9 чоловіків також старших 18 років.
Середній дохід на одне домашнє господарство  становив 82 819 доларів США (медіана — 63 810), а середній дохід на одну сім'ю — 95 205 доларів (медіана — 64 565). Медіана доходів становила 31 694 долари для чоловіків та 39 569 доларів для жінок. За межею бідності перебувало 6,7 % осіб, у тому числі 4,0 % дітей у віці до 18 років та 3,6 % осіб у віці 65 років та старших.
Цивільне працевлаштоване населення становило 911 осіб. Основні галузі зайнятості: освіта, охорона здоров'я та соціальна допомога — 35,5 %, мистецтво, розваги та відпочинок — 18,6 %, будівництво — 11,6 %, науковці, спеціалісти, менеджери — 7,2 %.